# Charbonnage de Nowa Ruda
Le charbonnage de Nowa Ruda est un charbonnage situé à Nowa Ruda, powiat de Kłodzko, voïvodie de Basse-Silésie, Pologne.

## Histoire
Les débuts de ce charbonnage se situent en 1781. Ce lieu est alors appelé Ruben.
À partir de 1945, le nom de „Nowa Ruda” a été utilisé.
En 1992, le charbonnage a été mis en liquidation.
Depuis 2012, il est possible de visiter le charbonnage (route touristique souterraine).

## Environs
- Camp de Gross-Rosen
- Château de Książ
- Château de Gola Dzierżoniowska
- Cité historique de Kłodzko avec ses maisons des XVe et XVIe siècles, sa forteresse avec 44 km de galeries et le pont Saint-Jean datant de 1390
- Station thermale de Polanica-Zdrój, Station thermale de Szczawno Zdrój (en), Station thermale de Lądek-Zdrój